# George Hurley
George Hurley (nascido em 4 de setembro de 1958, em Brockton, Massachusetts) é um baterista estadunidense. Ele é mais conhecido por seu trabalho nas bandas Minutemen e fIREHOSE.

## História
Mesmo tendo frequentado a mesma escola que D. Boon e Mike Watt também frequentaram, George Hurley só os conheceu por volta de 1978. Naquele mesmo ano, George Hurley formou a banda The Reactionaries, ao lado de D. Boon, Mike Watt, e Martin Tamburovich.
Após o The Reactionaries finalmente chegar ao fim, George foi para uma banda hollywodiana de new wave, chamada "Hey Taxi!". Como as bandas independentes naquela época não duravam tanto tempo, em 1980, o "Hey Taxi!" também chegou ao fim, e George Hurley (substituindo o então baterista do Minutemen, Frank Tonche) acabou entrando na banda.
George Hurley também é conhecido por seu distintivo corte de cabelo, que ele usou durante quase toda a trajetória do Minutemen e do fIREHOSE, um cabelo volumoso e grande que ele apelidou de "The Unit". No documentário "We Jam Econo", de 2005, George Hurley explicou que como todos os seus membros estavam ocupados enquanto ele tocava bateria, ele acabou deixando o seu cabelo crescer para que os movimentos de sua cabeça se tornassem mais chamativos.
George Hurley é casado desde 1997. Em julho de 2002, sua esposa acabou dando luz ao seu filho, Garrett.